# غيلبرت كوري
غيلبرت كوري (بالإنجليزية: Gilbert Cory)‏ هو سياسي أسترالي، ولد في 1839 في أستراليا، وتوفي في 8 أغسطس 1924.